# 雨果·德·帕英
雨果·德·帕英（法語：Hugues de Payens，1070年2月9日—1136年5月24日）是一名法國香檳區貴族，聖殿騎士團的共同創始人及首任大團長。他與伯爾納鐸一起訂立了《聖殿騎士會規》作為聖殿騎士團的行事準則。
1127-1129年，會見英王亨利一世，獲准招募聖殿騎士。
1129年1月羅馬教宗批准《聖殿騎士會規》第一條。
1134年9月亞拉岡國王阿方索，將王國三分之一遺贈給聖殿騎士團。

## 外部連結
- The Crusades and the Knights Templar （页面存档备份，存于）
- Helen Nicholson, translator, Contemporary reactions to the foundation of the Templars （页面存档备份，存于）
- Hugues de Payns Museum  Payns, France （页面存档备份，存于）
- Ugo de' Pagani, an Italian knight